# Posse de John F. Kennedy
A Posse de John F. Kennedy como o 35º presidente dos Estados Unidos foi realizada em sexta-feira, 20 de janeiro, 1961, no Capitólio dos Estados Unidos em Washington, DC Foi a 44ª inauguração, marcando o início da Kennedy como presidente e Lyndon B. Johnson como vice-presidente. Kennedy foi assassinado 2 anos e 306 dias após o início deste mandato, e Johnson assumiu a presidência.
Kennedy havia derrotado Richard Nixon, o vice-presidente em exercício, na eleição presidencial. Ele foi o primeiro católico a se tornar presidente, o mais jovem eleito para o cargo e o primeiro presidente dos Estados Unidos nascido no século XX.
Seu discurso inaugural englobou os principais temas de sua campanha e definiria sua presidência durante uma época de prosperidade econômica, mudanças sociais emergentes e desafios diplomáticos. Esta inauguração foi a primeira em que um poeta, Robert Frost, participou do programa.

## Baile inaugural do Sinatra

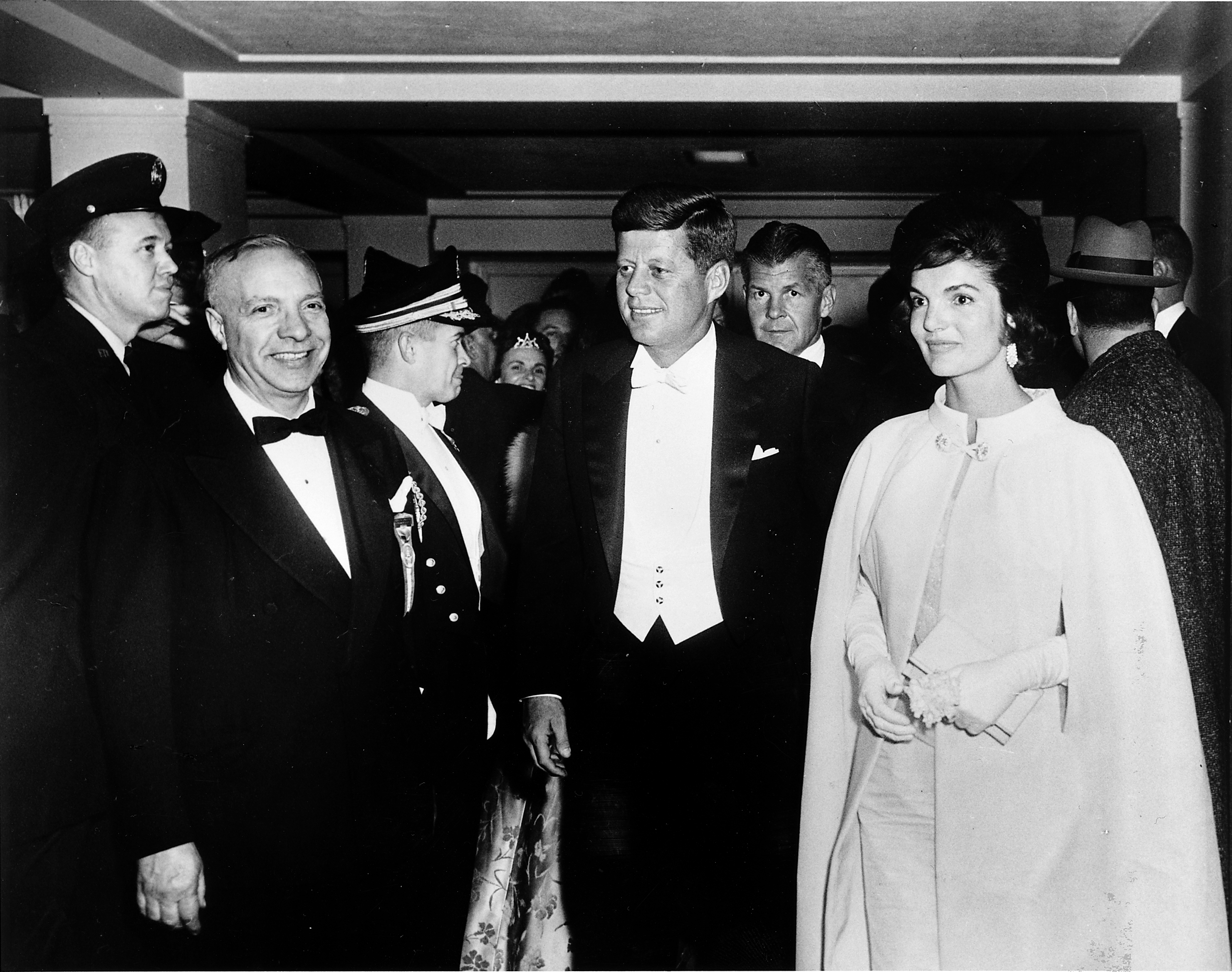
O Presidente John F. Kennedy e a Primeira Dama Jacqueline Kennedy, usando um vestido desenhado por Ethel Franken de Bergdorf Goodman, chegam ao baile inaugural de Sinatra na noite do Dia da Posse.

Frank Sinatra e Peter Lawford organizaram e deram um baile no DC Armory na véspera do dia da posse, 19 de janeiro de 1961, considerada uma das maiores festas já realizadas na história de Washington, DC Sinatra recrutou muitas estrelas de Hollywood que se apresentaram e compareceram, e chegou a convencer osteatros da Broadway a suspender seus shows durante a noite para acomodar alguns de seus atores na festa. Com ingressos variando de $ 100 por pessoa a $ 10.000 por grupo, Sinatra esperava arrecadar $ 1,7 milhões ($ 14.7 milhões em dólares de hoje) para o Partido Democrata eliminar sua dívida provocada por uma campanha muito disputada. Muitas estrelas de Hollywood deram breves discursos ou atuaram. Apresentações e discursos incluíram Fredric March, Sidney Poitier, Nat King Cole, Ella Fitzgerald, Gene Kelly, Tony Curtis, Janet Leigh, Bill Dana, Milton Berle, Jimmy Durante, Harry Belafonte e o próprio Sinatra.
Sammy Davis, Jr., amigo de longa data de Sinatra, apoiador do Partido Democrata e membro do Rat Pack, foi convidado por John F. Kennedy a não comparecer à gala a mando de seu pai Joseph, temendo que seu casamento inter-racial com a atriz sueca May Britt fosse muito controverso para a época e ocasião, para desespero de Sammy e Sinatra. Davis já havia adiado seu casamento com Britt para depois da eleição, também a pedido da campanha de Kennedy via Sinatra. Davis acabou mudando seu apoio para o Partido Republicano e Richard Nixon no início dos anos 1970.
No final do baile, Kennedy agradeceu a Sinatra pelas festividades e seu apoio ao Partido Democrata ao longo de sua vida e a campanha de 1960, acrescentando "A relação feliz entre as artes e a política que caracterizou nossa longa história, acho que atingiu o ápice esta noite." Jacqueline foi para a Casa Branca antes que o baile terminasse à 1h30, e John foi a um segundo baile organizado por seu pai Joseph, e finalmente retornaria à Casa Branca por volta das 3h30.

## O Nor'easter inaugural
Uma grande tempestade de inverno ocorreu na véspera da inauguração, com temperaturas de 20 °F (−7 °C) e queda de neve a 2,5-5,1 cm por hora e um total de 20 cm durante a noite, causando problemas de transporte e logística em Washington e sérias preocupações para a inauguração.
No dia da inauguração, 20 de janeiro de 1961, o céu começou a clarear, mas a neve criou o caos em Washington, quase cancelando o desfile inaugural. O Corpo de Engenheiros do Exército dos EUA foi encarregado de limpar as ruas durante a noite e pela manhã antes da inauguração, e foi auxiliado por mais de 1.000 funcionários do Distrito de Columbia e 1.700 Escoteiros. Mais de 1.400 carros que ficaram presos devido às condições e à falta de combustível tiveram que ser removidos do trajeto do desfile ao longo da Avenida Pensilvânia.
A tempestade de neve reduziu a visibilidade no Aeroporto Nacional de Washington para menos de meia milha, impedindo o ex-presidente Herbert Hoover de voar para Washington e comparecer à inauguração.

## Processo de inauguração

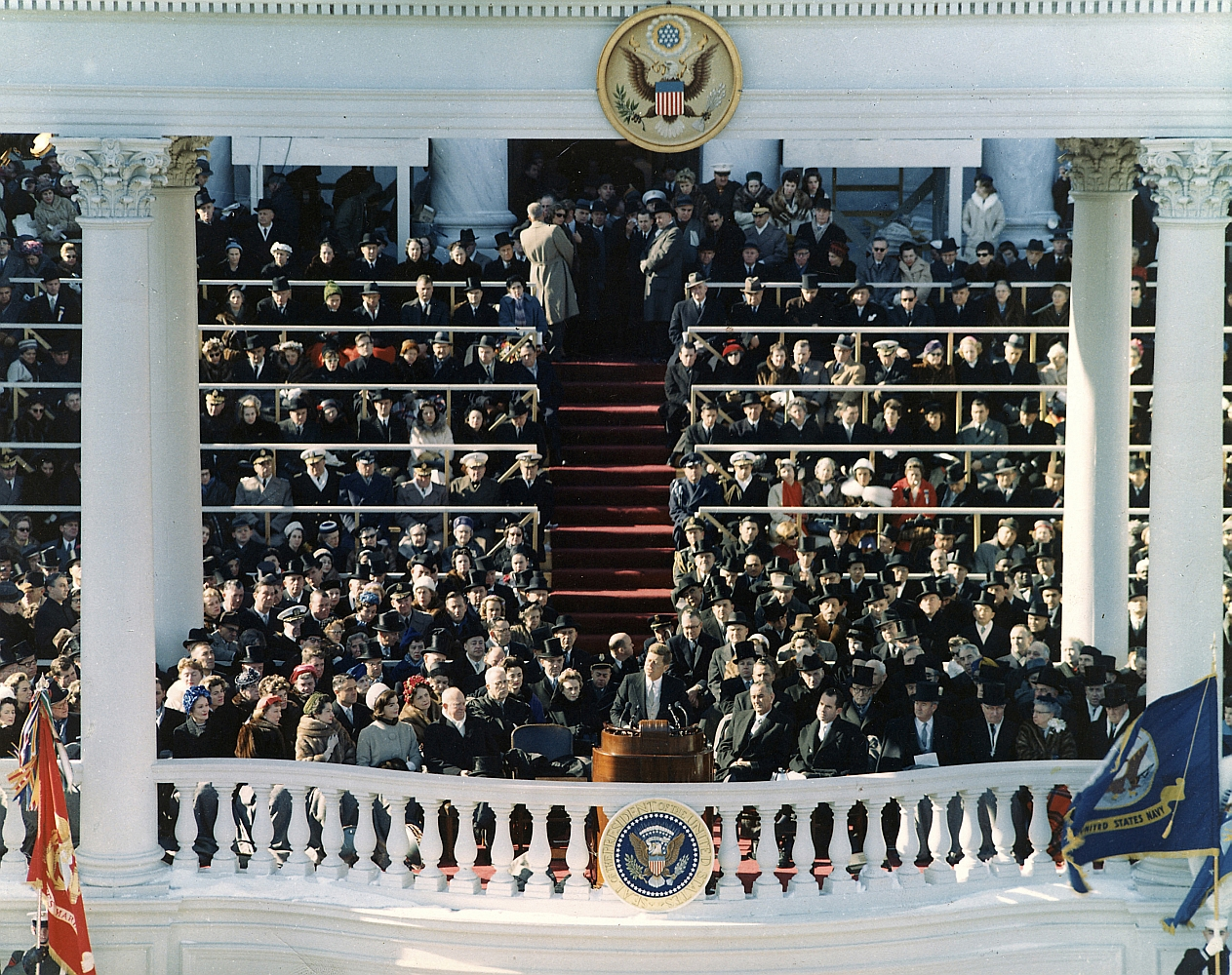
Vista da Frente Leste estendida do Capitólio, onde a inauguração foi realizada. O presidente Kennedy está no centro fazendo seu discurso inaugural, com o vice-presidente Johnson e convidados oficiais sentados atrás dele.

Antes de seguir para o Capitólio na companhia do presidente incumbente Dwight D. Eisenhower, Kennedy foi a uma missa matinal na Igreja Católica da Santíssima Trindade em Georgetown. cardeal Richard Cushing fez a invocação na posse que durou 12 minutos. A invocação e as orações duraram no total 28 minutos. Marian Anderson cantou " The Star-Spangled Banner ", e uma composição de Leonard Bernstein intitulada "Fanfare for the Inauguration of John F. Kennedy" foi tocada.
O juramento de vice-presidente foi administrado pelo presidente da Câmara dos Representantes, Sam Rayburn, a Lyndon Johnson. Isso marcou a primeira vez que um presidente da Câmara administrou o juramento, que havia sido feito em ocupações anteriores pelo presidente pro tempore do Senado, pelo vice-presidente cessante ou por um senador dos Estados Unidos.
Robert Frost, então com 86 anos, recitou seu poema " The Gift Outright ". Kennedy pediu a Frost que lesse um poema na inauguração, sugerindo "The Gift Outright",  considerado um ato de gratidão para com Frost por sua ajuda durante a campanha.
No pódio presidencial, no entanto, o brilho do sol e da neve o impediram de ler seus jornais. Quando Frost começou a ler, tropeçou nas três primeiras linhas, semicerrando os olhos para os papéis à vista da multidão e das câmeras. O vice-presidente Johnson tentou ajudar usando sua cartola como sombra, no entanto Frost acenou com a oferta de lado, pegou o chapéu e disse brincando "Vou ajudá-lo com isso", provocando risos e aplausos da multidão e do presidente Kennedy. Isso marca a primeira vez que um poema foi lido em uma inauguração presidencial, um recurso repetido pelos futuros presidentes Bill Clinton, Barack Obama e Joe Biden em suas respectivas cerimônias.
Frost deu a versão com script do poema "Dedication" não entregue a Udall após a cerimônia, que finalmente doou o documento para a Biblioteca do Congresso, onde está armazenado hoje. A versão manuscrita original, dedicada pessoalmente por Frost, foi fornecida ao presidente e atualmente está em poder da Biblioteca Presidencial John F. Kennedy. A esposa de Kennedy, Jacqueline, emoldurou esta versão manuscrita, escrevendo no verso da moldura: Para Jack. A primeira coisa que eu havia emoldurado para ser colocada em seu escritório . Primeira coisa a ser pendurada lá. Frost apresentou oficialmente o poema, renomeado para For John F. Kennedy His Inauguration e expandido de 42 para 77 versos, para Kennedy em março de 1962.

### Juramento
O juramento de posse do presidente foi administrado a Kennedy pelo chefe de justiça Earl Warren usando uma Bíblia de família fechada às 12h51 (horário do leste dos EUA), embora ele tenha se tornado oficialmente presidente ao bater do meio-dia. Kennedy não usou sobretudo ao prestar o juramento de posse e proferir o discurso de posse, apesar das condições frias de 22 °F (−6 °C) com sensação térmica em 7 °F (−14 °C) ao meio-dia.

## Discurso
Imediatamente após recitar o juramento de posse, o presidente Kennedy voltou-se para se dirigir à multidão reunida no Capitólio. Seu discurso de posse de 1366 palavras , o primeiro feito a uma audiência televisiva em cores, é considerado um dos melhores discursos de posse presidencial da história americana.
Que a palavra saia desta época e lugar, para amigos e inimigos, que a tocha foi passada para uma nova geração de americanos - nascidos neste século, temperados pela guerra, disciplinados por uma paz dura e amarga, orgulhosos de nosso herança antiga - e sem vontade de testemunhar ou permitir a lenta destruição dos direitos humanos com os quais esta nação sempre se comprometeu e com os quais estamos comprometidos hoje em casa e no mundo todo. 
E assim, meus companheiros americanos: não pergunte o que seu país pode fazer por você - pergunte o que você pode fazer por seu país.

### Rascunho

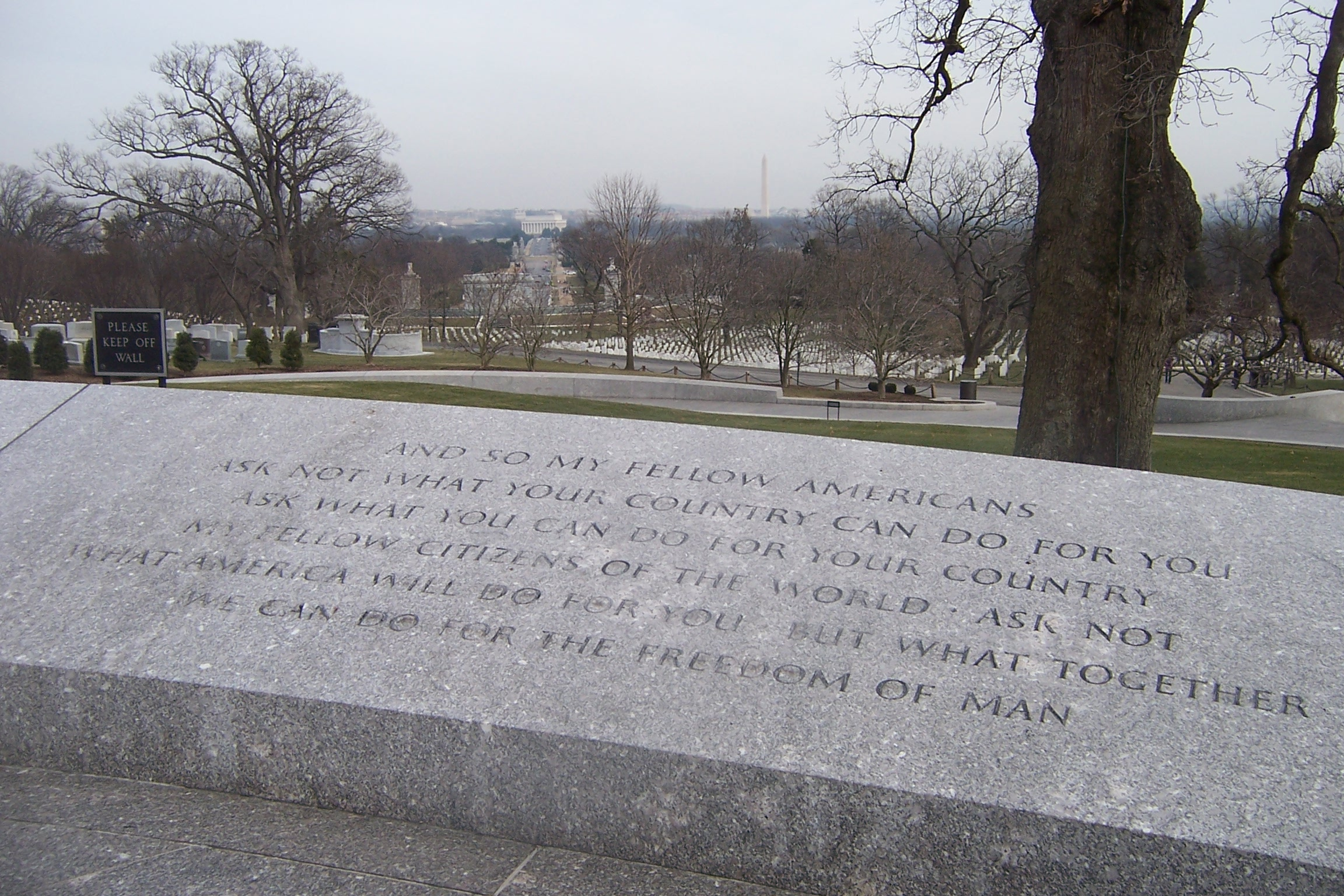
A passagem mais famosa do endereço inaugural está gravada em pedra no túmulo de Kennedy no Cemitério Nacional de Arlington, com o Lincoln Memorial e o Monumento a Washington ao fundo.

O discurso foi elaborado por Kennedy e seu redator de discursos Ted Sorensen. Kennedy fez Sorensen estudar o discurso do presidente Abraham Lincoln em Gettysburg, bem como outros discursos inaugurais. Ele aceitou sugestões de vários amigos, assessores e conselheiros, incluindo sugestões de clérigos para citações bíblicas. Kennedy então fez vários rascunhos usando seus próprios pensamentos e algumas dessas sugestões. Kennedy incluiu em seu discurso várias sugestões feitas pelo economista de Harvard John Galbraith e pelo ex-candidato democrata à presidência Adlai Stevenson II. A frase de Kennedy "Nunca negociemos por medo. Mas não tenhamos medo de negociar." É quase idêntico à sugestão de Galbraith" Nunca devemos negociar por medo. Mas nunca devemos ter medo de negociar. " A sugestão de Stevenson "se o modo de vida livre não ajudar os muitos pobres deste mundo, nunca salvará os poucos ricos." foi a base para a frase de Kennedy "Se uma sociedade livre não pode ajudar muitos que são pobres, ela não pode salvar os poucos que são ricos."

### Ideias principais do discurso
Kennedy assumiu o poder no auge da Guerra Fria com os difíceis objetivos de manter relações internacionais pacíficas e representar os Estados Unidos como uma forte força global. Esses temas dominaram seu discurso inaugural. Kennedy destacou os perigos recém-descobertos da energia nuclear e da corrida armamentista em aceleração, essencialmente destacando que o foco no puro poder de fogo deve ser substituído por um foco nas relações internacionais e na ajuda aos empobrecidos no mundo. O redator de discursos de Kennedy, Ted Sorensen, revelou em 2007 que John F. Kennedy tinha cinco objetivos em mente com seu discurso, todos os quais Kennedy, de acordo com Sorensen, alcançou.

### Elementos retóricos
O foco principal do discurso pode ser grosseiramente reduzido a um tema - a relação entre dever e poder. Isso é enfatizado pelo forte uso de justaposição de Kennedy na primeira parte do discurso. Por exemplo, ele afirma na segunda passagem, ". . . O homem tem em suas mãos mortais o poder de abolir todas as formas de pobreza humana e todas as formas de vida humana ", um claro clamor não apenas da América, mas também de outras nações com poder para as prioridades distorcidas da Guerra Fria. Ele novamente emprega a estratégia na quinta passagem, quando diz: "Unidos, há pouco que não podemos fazer em uma série de empreendimentos cooperativos. Dividido, há pouco que podemos fazer ", mais uma vez apelando para a ideia de reorientar os valores internacionais.
Um dos principais componentes da retórica clássica; kairós - que significa dizer ou fazer tudo o que se encaixa em uma determinada situação, e é o estilo com o qual o orador veste a prova, bem como prepon (o apropriado) - o que significa que o que é dito deve estar de acordo com o público e a ocasião, também são extremamente prevalentes neste endereço. Reconhecendo o medo e a ansiedade prevalecentes no povo americano desde o início da Guerra Fria, Kennedy orientou seu discurso para um tom otimista e até idealista como forma de proporcionar conforto. Ele faz isso movendo rapidamente o tempo do discurso para o futuro e invoca a repetição da frase "Deixe os dois lados ..." para aludir a como ele planeja lidar com as relações tensas enquanto também apela para o objetivo final da unidade internacional . Ele também expressa ideias negativas de maneira a apresentá-las como oportunidades - um desafio, apelando para os ideais americanos inatos. Uma grande linha para enfatizar isso está na quarta passagem anterior, onde ele afirma: "Na longa história do mundo, apenas algumas gerações receberam o papel de defender a liberdade em sua hora de perigo máximo", uma reviravolta simples de palavras que desafiam o público americano em vez de assustá-lo.
Foi também em seu discurso de posse que John F. Kennedy disse suas famosas palavras, "não pergunte o que seu país pode fazer por você, pergunte o que você pode fazer por seu país." (Esta parece ser uma reformulação elegante do discurso de aceitação de Franklin D. Roosevelt na Convenção Nacional Democrata de 1936: "A algumas gerações muito é dado. De outras gerações muito se espera. Esta geração de americanos tem um encontro com o destino. " )

## Convidados
Junto com convidados presidenciais oficiais e homenageados, incluindo ex-presidentes, vice-presidentes, membros do gabinete e outras autoridades de Washington, os Kennedys convidaram homens e mulheres famosos das artes, incluindo Carl Sandburg, John Steinbeck, Ernest Hemingway, Brendan Behan, Mark Rothko, e o ícone da moda e futura editora da Vogue, Diana Vreeland.

### Presidentes e primeiras damas
Cinco primeiras damas, Edith Wilson, Eleanor Roosevelt, Bess Truman, Mamie Eisenhower e Jackie Kennedy compareceram ao evento, assim como as futuras primeiras damas Lady Bird Johnson, Pat Nixon e Betty Ford.
O ex-presidente Harry S Truman juntou-se aos presidentes Eisenhower e Kennedy na plataforma, assim como os futuros presidentes Lyndon B. Johnson, Richard M. Nixon e Gerald Ford, tornando este, retroativamente, o maior conclave da "fraternidade presidencial" antes da abertura de a Biblioteca Reagan na década de 1990.

## Desfile para a Casa Branca
Um vasto desfile ao longo na Avenida Pensilvânia seguiu a cerimônia de inauguração, levando o novo presidente do Capitol Plaza à Casa Branca. Após sua chegada, Kennedy montou um estande de revisão compartilhado com convidados de honra, como o ex-presidente Harry Truman e as ex-primeiras-damas Edith Wilson e Eleanor Roosevelt . Multidões de espectadores e milhões de telespectadores também assistiram à procissão. Dezesseis mil membros das forças armadas dos Estados Unidos marcharam com exibições de armamentos modernos, como o míssil Minuteman e o bombardeiro supersônico B-70.

## Impacto
A inauguração de Kennedy marcou muitas estreias para os Estados Unidos. Kennedy foi o primeiro católico empossado como comandante-chefe. Na inauguração, Kennedy, então com 43 anos, era o presidente eleito mais jovem e estava substituindo o presidente mais antigo da história americana na época, Eisenhower. A diferença de idade e o impacto visual da mudança da presença de Eisenhower para a de Kennedy foram perceptíveis na inauguração. Além disso, Kennedy foi a primeira pessoa nascida no século 20 a tomar posse como presidente.
A alegação de que Kennedy não usava chapéu em sua posse e, portanto, matou sozinho a indústria de chapéus masculinos, é falsa. Kennedy usou cartola na posse e nos bailes da noite, removendo-a apenas para prestar juramento e dar seu endereço. Na verdade, ele restaurou a tradição, depois que Eisenhower rompeu com ela usando um homburg em vez de uma cartola em ambas as inaugurações. Johnson, em sua posse em 1965, foi o primeiro presidente a ficar completamente sem chapéu.